# Canetera
Canetera, o també seniera, ceniera, del riu, del Sénia, canetí, nana, llusió o fratupí és un tipus d'olivera provinent de Canet lo Roig, al Baix Maestrat, País Valencià. A Espanya, té una extensió d'unes 2800 hectàrees, distribuïdes majoritàriament al voltant d'aquest municipi. La majoria d'aquestes hectàrees són doncs al nord de la província de Castelló de la Plana i al sud de la província de Tarragona, a l'espai que denominem Terres de l'Ebre.

## Característiques Agronòmiques
Aquesta varietat d'olivera es conrea per a l'oli. Aquest tendeix a ser amargant i picant en boca per sobre del que es considera desagradable al paladar. L'oli d'olives caneteres gaudeix de força sabors secundaris, especialment de tipus vegetal, com és ara: carxofa, fulles d'olivera i plantes d'horta.
És comú plantar oliveres caneteres en empelt damunt d'altres varietats com és ara la farga, raça amb que comparteix zona de distribució. Aquest procediment es faria per a augmentar el vigor de l'olivera canetera, ja que és una espècie considerada fràgil, de dimensió mitjana més aviat xicoteta, i amb la copa i el tronc força irregular. Cal, per tant, podar l'arbre d'aquesta varietat només modestament. En producció, l'olivera canetera es manifesta regular, la seva maduració és prou tardana i té un fruit que es distingeix de les olives d'altres varietats pel seu puntejat. Quant a la incidència de malalties, s'assembla a la varietat piqual ja que, comparada amb, per exemple, l'arbequina, no és tan susceptible a l'ull de gall. D'igual manera, un cop més com la piqual, l'oliva canetera pot ser sensible al verticillium. Està demostrat que els arbres d'aquesta espècie són poc resistents al fred.